# Anna Paquin

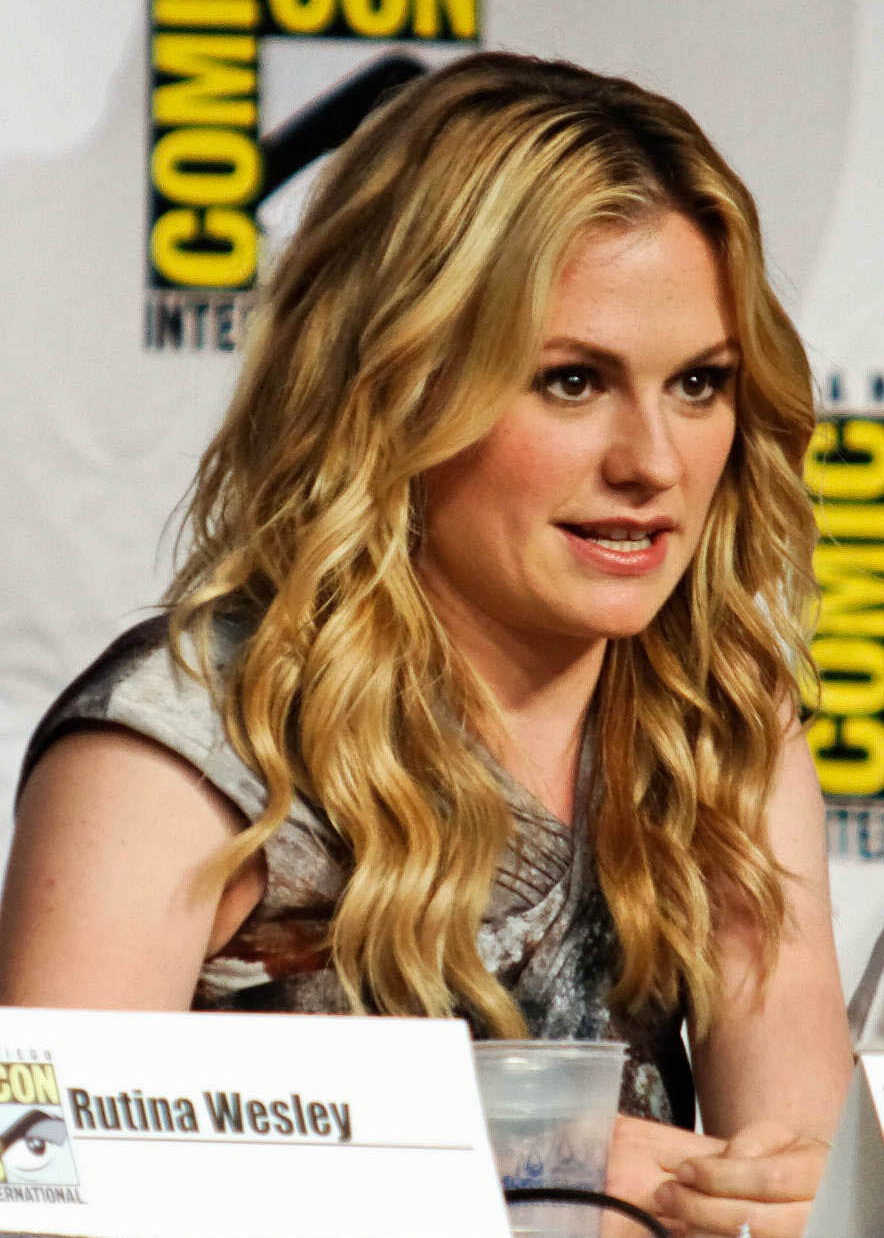
Anna Paquin, 2010.

Anna Hélène Paquin (IPA: /ˈpækwɪn/), född 24 juli 1982 i Winnipeg, Kanada, är en nyzeeländsk-kanadensisk skådespelare. 

## Biografi
Paquins familj flyttade från Kanada till Nya Zeeland när hon var fyra år och hon växte upp i Belmont i regionen Wellington. 
Hon började som barnskådespelare, och som elvaåring fick hon en Oscar för sin roll i filmen Pianot. Sedan 2008 spelar hon huvudrollen som Sookie Stackhouse i TV-serien True Blood.
Paquin har också medverkat i teateruppsättningar. För sin roll i The Glory of Living fick hon utmärkelsen Theatre World Award.

### Privatliv
Hon har kommit ut som bisexuell i samband med en kampanj om HBT-personers rättigheter. Bakom kampanjen stod True Colors Found. Hon är sedan 2010 gift med Stephen Moyer som även är hennes motspelare i TV-serien True Blood.

## Filmografi (i urval)
- 1993 – Pianot
- 1996 – Jane Eyre
- 1996 – Den långa resan
- 1997 – Amistad
- 1998 – Hurlyburly
- 1999 – She's All That
- 1999 – A Walk on the Moon
- 1999 – All the Rage
- 2000 – X-Men
- 2000 – Almost Famous
- 2000 – Vem är Forrester?
- 2002 – 25th Hour
- 2003 – X2: X-Men United
- 2005 – The Squid and the Whale
- 2006 – X-Men: The Last Stand
- 2007 – Blue State
- 2007 – Bury My Heart at Wounded Knee
- 2008–2014 – True Blood (TV-serie) (84 avsnitt)
- 2009 – Trick 'r Treat
- 2010 – The Romantics
- 2010 – Scream 4
- 2011 – Margaret
- 2013 – Straight A's
- 2013 – Free Ride
- 2014 – X-Men: Days of Future Past
- 2015 – Den gode dinosaurien (röst)
- 2016 – Rötter (TV-serie) (ett avsnitt)
- 2017 – Alias Grace (TV-serie) (sju avsnitt)
- 2018 – Tell It to the Bees
- 2019 – The Affair (elva avsnitt)
- 2019 – The Irishman